# Facistol

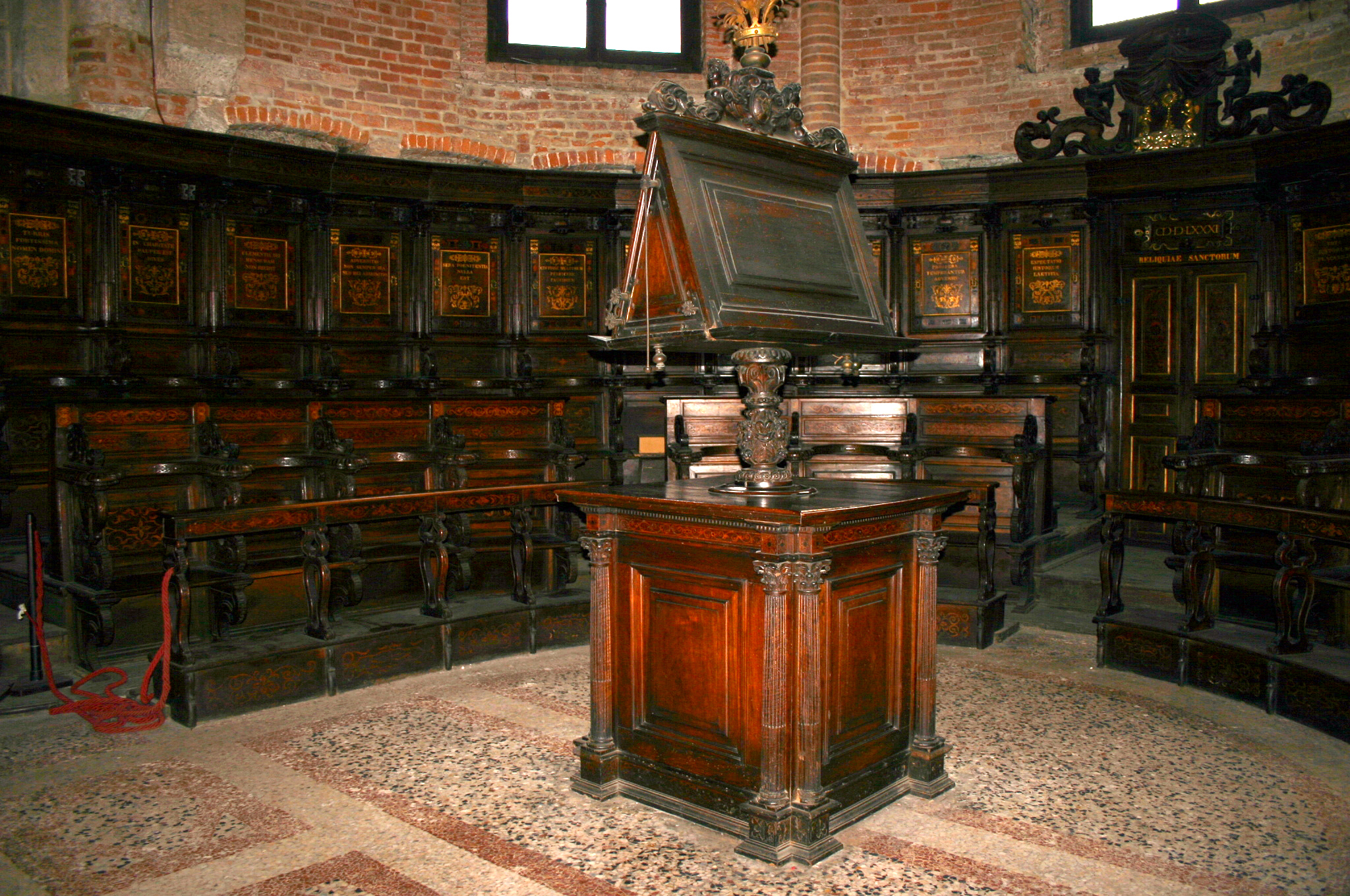
Facistol en el coro de la basílica de San Simpliciano en Milán.

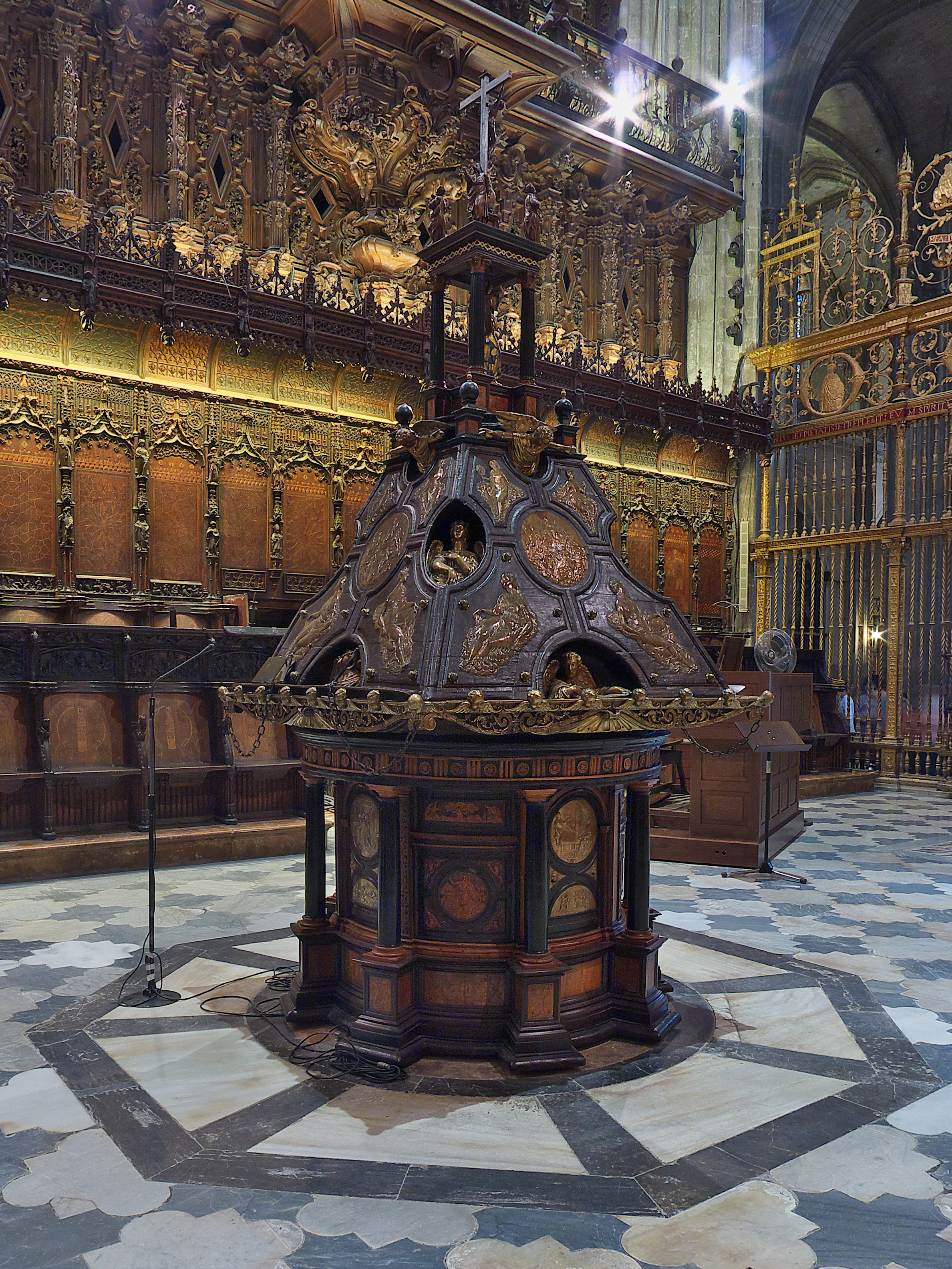
Catedral de Sevilla. Facistol de coro.

El facistol es un atril grande donde se pone el libro o los libros de canto en las iglesias.

## Características
El que sirve para el coro suele tener cuatro caras correspondientes al libro de cada voz. Los facistoles más antiguos que se conocen corresponden al siglo XV y el motivo simbólico y ornamental que todos ellos presentan es un águila sobre un mundo o pedestal con las alas abiertas en las cuales se apoya el libro. 
En el Renacimiento, comenzaron a usarse los atriles dobles o giratorios y también los facistoles cuádruples, para tener abiertos cuatro libros a la vez en forma de pirámide truncada, adornados con algún remate religioso, iconístico o simbólico y montados sobre un pie, pedestal o mesa fija en medio del coro. 
Dejó de utilizarse con la impresión de libros litúrgicos, más manejables, permitiendo la lectura individual de las partes de la liturgia de las horas.
En Ciudad Rodrigo existe un facistol de madera en el centro del coro de la Catedral cuya representación superior, también conocida como  tabernáculo o calvario, es el Rey David.